# Соуза Диас, Жозеф де
Жо́зеф ди Со́уза Ди́ас (порт. Josef de Souza Dias; род. 11 февраля 1989, Рио-де-Жанейро) — бразильский футболист, полузащитник клуба «Бэйцзин Гоань». В прошлом игрок сборной Бразилии.

## Клубная карьера
Соуза — воспитанник клуба «Васко да Гама». 27 февраля 2008 года он дебютировал в клубе в матче с «Итабаяной» (3:2). С этого же года он стал регулярно выступать за основной состав команды, но из-за травмы ноги выбыл из стартового состава. В 2009 году он вернулся в основу клуба и помог своей команде выиграть серию В чемпионата Бразилии.
28 июня 2010 года Соуза перешёл в португальский клуб «Порту», заплативший за 75 % трансфера полузащитника 3,5 млн евро. Он сказал после перехода: «Я всегда хотел играть в большой европейской команде, и мой переход в „Порту“ является моей мечтой. Я надеюсь, что здесь я смогу выиграть чемпионат страны. Я хочу выиграть много трофеев и посвятить их нашим болельщикам». Его дебют состоялся 14 августа в матче с клубом «Навал», где он вышел на замену на 85-й минуте встречи вместо Жуана Моутинью. Первый гол за новый клуб бразилец забил в Лиге Европы, поразив ворота «Генка». Соуза рассматривался клубом как замена Раула Мейрелиша, ушедшего в «Ливерпуль», однако он не смог вытеснить из состава Моутинью и Фернандо Беллуски. В результате за два года он провёл во всех турнирах за «Порту» лишь 35 матчей, а мяч в ворота «Генка» остался единственным, записанным им на свой счёт.
11 февраля 2012 года Соуза на правах полугодичной аренды перешёл в «Гремио». 18 февраля он дебютировал в новом клубе в матче чемпионата штата Риу-Гранди-ду-Сул с «Сан-Жозе», в котором его команда проиграла 1:2. В январе 2013 года переход Соузы в «Гремио» был оформлен на постоянной основе, в качестве компенсации «Порту» получил за игрока 3,75 млн евро.
В феврале 2014 года Соуза был отдан в годичную аренду клубу «Сан-Паулу» и провёл сильный сезон, по итогам которого был включён в символическую сборную бразильской Серии А. В начале 2015 года он стал свободным агентом и вернулся в «Сан-Паулу». В июле 2015 года Соуза перешёл в турецкий клуб «Фенербахче», заплативший за него 8 млн евро. Контракт был подписан сроком на четыре года.

## Выступления за сборную
В 2009 году Соуза выступал за сборную Бразилии среди игроков до 20 лет на чемпионате мира среди молодёжных команд. Он принял участие в пяти матчах, во всех выходил в основном составе. В финале с командой Ганы Соуза не реализовал один из послематчевых пенальти, в результате ганские футболисты одержали победу, бразильцы довольствовались серебряными медалями.
В 2014—2015 годах тренер Дунга привлекал Соузу к товарищеским матчам первой сборной Бразилии. Дебют игрока состоялся 14 октября 2014 года в матче с командой Японии, который завершился со счётом 4:0 в пользу бразильцев

## Достижения
«Порту»
- Чемпион Португалии: 2011, 2012
- Обладатель Кубка Португалии: 2011
- Обладатель Суперкубка Португалии: 2010, 2011
- Победитель Лига Европы: 2011

«Бешикташ»
- Чемпион Турции: 2020/21
- Обладатель Кубка Турции: 2020/21